# Satyrus kotandari
Satyrus kotandari är en fjärilsart som beskrevs av Colin W. Wyatt 1961. Satyrus kotandari ingår i släktet Satyrus och familjen praktfjärilar. Inga underarter finns listade.